# Première Division 2010
Het seizoen 2010 van de Première Division was het 50ste seizoen van de hoogste Ivoriaanse voetbalcompetitie. ASEC Mimosas werd landskampioen.

## Clubs
| Club                          | Plaats       |
| ----------------------------- | ------------ |
| Academia F. Amadou Diallo     | Djékanou     |
| Africa Sports National        | Abidjan      |
| ASC Ouragahio                 | Ouragahio    |
| ASEC Mimosas                  | Abidjan      |
| Denguelé Sports d'Odienné     | Odienné      |
| FC Hiré                       | Hiré         |
| Issia Wazi                    | Issia        |
| Jeunesse Club d'Abidjan       | Abidjan      |
| Sabé Sports de Bouna          | Bouna        |
| Séwé Sports de San Pedro      | San Pédro    |
| Société Omnisports de l'Armée | Yamoussoukro |
| Stade d'Abidjan               | Abidjan      |
| Stella Club d'Adjamé          | Abidjan      |
| USC Bassam                    | Grand-Bassam |

## Eindstand
|    | Team                               | Wed | W  | G  | V  | DV | DT | Saldo | Pnt | Opmerkingen                       |
| -- | ---------------------------------- | --- | -- | -- | -- | -- | -- | ----- | --- | --------------------------------- |
| 1  | ASEC Mimosas                       | 26  | 13 | 9  | 4  | 41 | 14 | +27   | 48  | CAF Champions League, groepsfase  |
| 2  | Jeunesse Club d'Abidjan            | 26  | 11 | 8  | 7  | 30 | 20 | + 10  | 41  | CAF Champions League, groepsfase  |
| 3  | Séwé Sports de San Pedro           | 26  | 11 | 7  | 8  | 27 | 20 | +7    | 40  | CAF Confederation Cup, groepsfase |
| 4  | Société Omnisports de l'Armée      | 26  | 10 | 8  | 8  | 29 | 24 | +5    | 38  | CAF Confederation Cup, groepsfase |
| 5  | Stella Club d'Adjamé               | 26  | 10 | 8  | 8  | 26 | 25 | +1    | 38  |                                   |
| 6  | Academie de Football Amadou Diallo | 26  | 8  | 12 | 6  | 21 | 18 | +3    | 36  |                                   |
| 7  | Issia Wazi                         | 26  | 9  | 9  | 8  | 27 | 31 | -4    | 36  |                                   |
| 8  | Africa Sports National             | 26  | 9  | 8  | 9  | 16 | 17 | -1    | 35  |                                   |
| 9  | USC Bassam                         | 26  | 10 | 4  | 12 | 24 | 30 | -6    | 34  |                                   |
| 10 | Denguelé Sports d'Odienné          | 26  | 9  | 6  | 11 | 28 | 24 | +4    | 33  |                                   |
| 11 | ASC Ouragahio                      | 26  | 8  | 9  | 9  | 30 | 32 | -2    | 33  |                                   |
| 12 | Stade d'Abidjan                    | 26  | 9  | 5  | 12 | 20 | 32 | -12   | 32  |                                   |
| 13 | Sabé Sports de Bouna               | 26  | 8  | 5  | 13 | 29 | 38 | -9    | 29  | Degradatie naar Deuxième Division |
| 14 | FC Hiré                            | 26  | 4  | 7  | 15 | 26 | 49 | -23   | 19  | Degradatie naar Deuxième Division |